# Qualificações para o Campeonato Europeu de Futebol Sub-21 de 2011/Grupo 5
As selecções concorrentes no Grupo 5 das Qualificações para o Campeonato Europeu de Futebol Sub-21 de 2011 são as pertencentes à Alemanha, República Tcheca, Irlanda do Norte, Islândia e San Marino.